# Grönländische Badmintonmeisterschaft 2012
Die Grönländische Badmintonmeisterschaft 2012 fand vom 5. bis zum 8. April 2012 in Sisimiut statt.

## Sieger und Platzierte
| Disziplin    | Gold                                 | Silber                                | Bronze                              |
| ------------ | ------------------------------------ | ------------------------------------- | ----------------------------------- |
| Herreneinzel | Frederik Elsner                      | Jens Frederik Nielsen                 | Taatsi Pedersen                     |
| Dameneinzel  | Sara L. Jacobsen                     | Rina Lorentzen                        | Hansignâraĸ Boassen                 |
| Herrendoppel | Frederik Elsner Mininnguaq Kleist    | Jens Frederik Nielsen Taatsi Pedersen | Ukatu Kristensen Michael Kleist     |
| Damendoppel  | Sara L. Jacobsen Rina Lorentzen      | Juliane Brønlund Tina Madsen          | Linda Frederiksen Naujalisa Egede   |
| Mixed        | Jens Frederik Nielsen Rina Lorentzen | Taatsi Pedersen Juliane Brønlund      | Mininnguaq Kleist Kamilla Bjørnskov |